# لوباچوو
لوباچوو (به لاتین: Lubaczów) یک منطقهٔ مسکونی در لهستان است که در شهرستان لوباچوف واقع شده‌است. لوباچوو ۲۶ کیلومتر مربع مساحت و ۱۲٬۵۱۷ نفر جمعیت دارد.

## خواهرخوانده
شهرهای ایرد و توشتدت خواهرخوانده‌های لوباچوو هستند.